# Поперечний Данило Олексійович
Данило Олексійович Поперечний (рос. Данила Алексеевич Поперечный; нар. 10 березня 1994, Воронеж) — російський відеоблогер, стенд-ап комік, сценарист та актор, в минулому — мультиплікатор, учасник проєктів на порталі «Дякую, Єво!» і програми «Давай лайма». 

## Біографія
Народився 10 березня 1994 року у Воронежі. Згідно з біографією у відкритих джерелах, батько Данила рано пішов із сім'ї, тому його виховували матір та бабуся.
З раннього віку добре малював, тому, крім загальноосвітньої, відвідував і художню школу.
Коли хлопець закінчив 7 клас, родина Данила переїхала до Києва. Тут він закінчує середню загальноосвітню школу № 25 ім. Вессаріона Бєлінського. У 14-річному віці він почав освоювати мистецтво мультиплікації. 10 грудня 2009 року зареєстрував на відеохостингу YouTube свій канал «Spoontamer».
У 16 років він влаштувався на підробіток в компанію по створенню комп'ютерних ігор «GCS Game World», де в його обов'язки входило так зване бета-тестування — пошук помилок в практично готової версії програмного продукту. У приблизно в той же час він записав свій перший відеоролик.
Спочатку про Поперечного дізнавалися завдяки кільком проєктам на порталі «Дякую, Єва!» (там він займався технічною стороною, монтажем, сценаріями і мультиплікацією), після скандалу з якого стало відомо, що проєкт фінансується Кремлем для створення пропагандистських роликів, Данило залишив портал. Потім був одним зі співавторів школи відеомейкерів «Давай Лайма».
Загалом в Україні Данило прожив 6 років.
Згодом, після отримання атестата про здобуття середньої освіти, переїжджає у Польщу, щоб поступити до одного з технічних університетів. Провчившись 2,5 роки на спеціальність інженера-інформатика, кидає навчання та повертається в Росію. Цього разу у Москву. Далі, за словами хлопця, розпочинається найскладніший етап його життя.
Комік володіє 4-ма мовами: російською — рідною, українською, англійською та польською.
На каналі Данила виходить багато цікавих проєктів. Спочатку все починалося з «Сповіді». Формат цього шоу був до межі простий — Поперечний відповідав на питання, які задавали його підписники.
Не дивлячись на те, що подібних відео на ютубі досить багато, Данила зміг виділитися з маси однотипних відео. Видно, що до створення кожного ролика він підходить досить серйозно і, що найважливіше, творчо.
До 2013 року на його каналі було близько десяти тисяч підписників.
На його каналі можна знайти такі шоу як:
- Подкаст «Без душі»;
- Сповідь;
- Не страшно;
- Не перемикайтеся;
- Блоги Джокера;
- Прожарка;
- Погані жарти;
- Реальна історія.
- Серіал «НІЧОГО СМІШНОГО»

Часто бере участь у креативних шоу на інших ютуб-каналах та їх програмах, включаючи «This is хорошо!», «Пора валити», «Дай ляща!», «КЛИККЛАК» і т. д.
У жовтні 2015 року дав інтерв'ю двом українським телеканалам: Громадське телебачення та Еспресо TV.
У 2017 році він опинився поміж запрошених в «Раду блогерів» при російській Держдумі і, як і більшість його колег (Юрій Дудь, Валентин Пєтухов, Євген Баженов), проігнорував цю ініціативу влади.
На початок 2018 року основний канал Поперечного має близько 1,5 мільйона підписників.
У квітні 2018 року Служба Безпеки України заборонила Поперечному в'їзд на територію України терміном на три роки. Громадянський рух «Відсіч» стверджує, що причиною стала «антиукраїнська позиція» митця, яка створює загрозу національній безпеці, однак сам Поперечний відкидає звинувачення та каже, що займає протилежну позицію.
У липні 2018 року Поперечний у своєму відеоблозі повідомив, що не отримав пояснень від СБУ про причину заборони на в'їзд в Україну. Також він заявив, що подає до суду «на Україну». При цьому він не уточнив, в який саме суд звернувся з позовом.
Після російського вторгнення в Україну 2022 року, заявив, що тимчасово покинув Росію.

### Стенд-ап
У 18-річному віці почав цікавитись стенд-апом, надхнувшись виступами Луї Сі Кея. Того ж року вперше виступив перед публікою з програмою STAND-UP: Молодой и глупый.
У 2015 році відправився у тур по 17 містах СНД разом з іншим коміком Русланов Усачевим (справжнє ім'я — Руслан Віхлянцев) з програмою «Без мату».
Наступного року представив публіці нову програму «Большая лож(ь)ка» у 5 містах РФ.
У 2016 році виступав зі стенд-апом «Х_Й».
2017 рік відзначився для Поперечного новим туром «Где смеяться?!» по 23 містах РФ, 1 Білорусі (Мінськ) та 3 України (Одеса, Київ, Харків).
У 2018 році Данило організував новий тур «Нелицеприятный» по 31 місту у 5 країнах. Росія (25), Україна 3 (Одеса, Київ, Харків), Білорусі (Мінськ), Латвія (Рига), Казахстан (Алмати)
У 2019 році виступав з туром «СПЭШЛ фо КИДС», але через пандемію COVID-19 стендапи були скасовані, а спешл був опублікований на каналі 1 вересня 2020 року.

## Фільмографія
| Рік  | Українська назва         | Оригінальна назва | Роль                                |
| ---- | ------------------------ | ----------------- | ----------------------------------- |
| 2012 | Команда мрії             | фр. Les seigneurs | Debec (Себаст'єн Лібессар) — дубляж |
| 2013 | Stand Up (серіал)        | Stand Up          | камео                               |
| 2019 | НІЧОГО СМІШНОГО (серіал) | НИЧЕГО СМЕШНОГО   | Данило Поперечний                   |

## Скандали

### Гаманець Медісона
Його творча біографія вже тоді була насичена цікавими історіями. Наприклад, з ним стався інцидент, який «прославив» його ім'я в Рунеті — Maddyson (Ілля Давидов) оголосив усім про те, що він нібито вкрав у нього гаманець. І тільки через рік з'ясувалося, що це було всього лише оригінальною PR-кампанією блогера. Згодом той же Медісон спростував цю заяву.

### Конфлікт зВіталієм Мілоновим
19 червня 2016 року Поперечний опублікував на своєму каналі сатиричний кліп «Попкультура», який висміює священнослужителів РПЦ. Після цього до відеоблогера надходили погрози від представників церкви. Згодом, Данило дізнався, що з подачі депутата Держдуми Віталія Мілонова, було заведено кримінальну справу за «образу почуттів вірян» та «екстремізм». До більшості популярних блогерів були розіслані листи з проханнями підтримати кримінальну справу. За словами Поперечного він на 2 дні був оголошений у розшук. Проте, за допомогою досвідчених адвокатів, Поперечний відстояв свою позицію. На думку Данила, Мілонов пішов на такий крок для того, щоб повернути собі популярність у ЗМІ.

### Поперечний таРамзан Кадиров
Відеоблогер Данило Поперечний опублікував 14 січня 2018 ролик під назвою «Головний помічник». У ньому Поперечний висміяв новину про те, що глава Чечні Рамзан Кадиров став помічником в добрих ділах головного Діда Мороза Росії з Великого Устюга. Багато шанувальників блогера припустили, що Поперечному тепер доведеться вибачатися перед Кадировим. Міністр з національної політики, зовнішніх зв'язків, преси та інформації Чечні Джамбулат Умаров назвав блогера «ослом-недоумком», але вибачень все ж не зажадав.

## Громадянська позиція

### Окупація Криму та війна на Донбасі
У 2018 році активісти громадянського руху «Відсіч» звинуватили Данилу Поперечного в «антиукраїнській позиції». Спільнота опублікувана відео, яке містило цитати Поперечного із його гумористичних шоу, стендапів, а також відео на інших каналах, зокрема зазначаються, що 30 квітня 2014 року Данило випустив відеоролик зі свого стенд-апу, де він зазначив: «От усе, що там [в Україні] відбувається — це просто жах. Зараз усе схоже на громадянську війну […] з ними Путін віджер, скориставшись вразливим становищем країни, шматок Криму. І це зовсім не здорово […] І це відстій. Тому що у 1954 році, здається, Хрущов подарував Крим Україні. А як ви знаєте, одне з найважливіших правил, які треба внести в Конституцію, — „подарунки не віддарунки“ […] У нас [між Україною та Росією] на два фронти йде дезінфа. Тобто в нас кажуть, що українці ненавидять росіян, а в Україні кажуть, що росіяни ненавидять українців. Путін відрубав шматок Криму, скориставшись уразливим становищем України». На іншому відео, дія якого відбувається під час стендапу в Києві, Данило під час жарту сказав: «Давайте разом вигадаємо Вовчику [Путіну] подарунок. Я розумію, що дуже складно буде переплюнути півострів [Крим], але […] Взагалі насправді я дуже засмучений, що якісь підараси, які нами керують, посварили, блядь, один, однаковий, народ». Також Відсіч опублікувала частину відео російської блогерки Альони Бардовської, на якому Данило Поперечний пояснює причини, чому він не їде до Криму: "Я просто переживаю, бо є купа людей, які з піною на вустах і дуже божевільно сприймають такі речі, коли хтось із російських артистів приїздить до Криму, і на цьому концерті вони починають одразу: «А, типу, ти за кого?» […] Мені через це складно туди їздити. Ну, правда, розхитувати човна своєю пикою ще не хочеться. Он що з Дорном зробили просто за те, що він сказав, типу: «Українці та росіяни, я вважаю їх братами.» Наостанок, передаючи привіт, російський комік зазначив: «Хлопці, Крим — це чудово. У нас, правда, президент [Путін] теж так вирішив у якийсь момент [сміх], але він, він має рацію.»
Одним із доказів «антиукраїнської позиції» став допис у твіттер-обліківці Поперечного від 20 травня 2014, який згодом після публікації був видалений: «Бендерівці хірачать із мінометів по місту, журналістів тримають у полоні… Просто їбанатство якесь».
19 травня 2018 року Данило Поперечний випустив відеоролик, у якому заперечив дані звинувачення: «Звісно жодних антиукраїнських позицій в мене не було, не є і бути не може, бо я закінчив там [в Києві] школу, в мене там багато друзів, в мене мама там живе з 2007 року, у мене там сім'я. І я з великою теплотою ставлюся до українського народу і, в принципі, до цієї країни [України] і Київ для мене — друга домівка, бо я там виріс.»
З початком російського вторгнення в Україну, засуджує війну в Україні.

### Внутрішньоросійська політика і громадська активність
29 червня 2016 року випустив відеоролик, в якому розкритикував т.з пакет Ярової, який, на його думку, може бути приводом для створення глобальної інтернетної цензури в Росії.
26 березня 2017 року відвідав мітинг проти корупції у Санкт-Петербурзі. Поперечний заявив, що таким чином він виражає свою громадянську позицію.
11 травня 2017 року був присутній разом з іншим відеоблогером Русланом Усачевим на суді у справі Соколовського. Він пояснив, що прибув на судове засідання не через симпатії до Соколовського, а через бажання побувати на суді, де людину можуть ув'язнити за слова та переконання, що є неприпустимим.
Потім опублікував відео, де вимагає від влади Росії виключити Руслана Соколовського зі списку терористів та змінити статтю 282 КК РФ.
На початку 2018 року в інтерв'ю Юрію Дудю зізнався, що зазнавав утисків з боку влади через свою політичну позицію.

## Особисте життя
Згідно з біографією у відкритих джерелах, батько Данила рано пішов із сім'ї, тому його виховували матір та бабуся. Також відомо, що Поперечного були тривалі відносини — 5 років, з Регіною Ждановою, які комік не висвітлював в соціальних мережах.